# Hylaeus delicatus
Hylaeus delicatus är en biart som först beskrevs av Cockerell 1911.  Hylaeus delicatus ingår i släktet citronbin, och familjen korttungebin. Inga underarter finns listade i Catalogue of Life.

## Bildgalleri

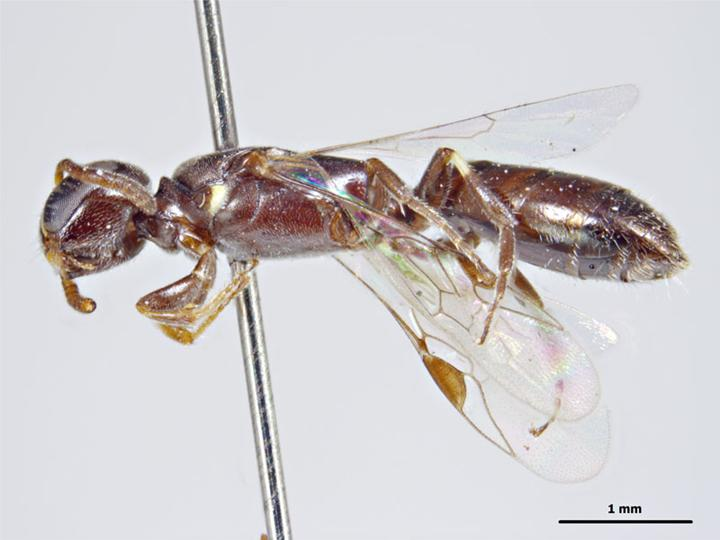
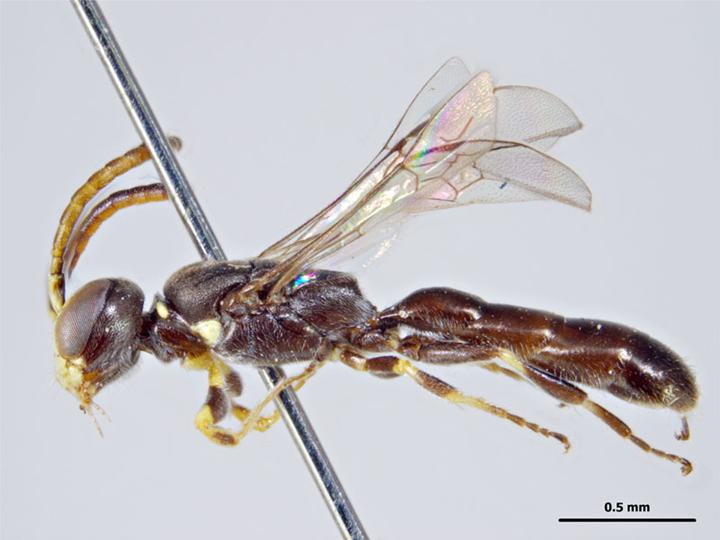